# Przasnyski
Przasnyski là một huyện thuộc tỉnh Mazowieckie của Ba Lan. Huyện có diện tích 1219 km². Đến ngày 1 tháng 1 năm 2011, dân số của huyện là 52252 người và mật độ 43 người/km².